# Fergus mac Áedain
Fergus mac Áedáin (mort 692) devient roi d'Ulaid en 674 et règne jusqu’à sa mort.

## Origine
Fergus est issu d'une lignée du Dál nAraidi connue sous le nom de Uí Echach Cobo et implantée dans l'ouest de l'actuel comté de Down. Elle est distincte de la lignée principale dont les domaines se trouvent dans l'actuel comté d'Antrim et dont les souverains sont connus sous le nom de Cruithnes pendant cette période. Il est le fils de Áedán mac Mongain (mort 616), un précédent roi de Coba. Ce dernier est réputé descendre à la cinquième génération d'Eochu, le fondateur éponyme du Uí Echach Cobo et frère du mythique Cóelbad.

## Règne
Fergus est le premier membre du Dal nAraide qui accède au trône d'Ulaid depuis la mort de Congal Cáech à la bataille de Magh Rath en 639. Rien n'indique les circonstances dans lesquelles il accède au trône mais les détenteurs précédents, la lignée rivale du Dal Fiatach, s'étaient déchirés dans des tueries inexpiables entre parents. 
Son fils,  Bressal mac Fergusa (†  685),  nommé roi de Cobo par les Annales de Tigernach, meurt de maladie, sans doute d'une des épidémies qui sévissaient à cette époque. En 691, les annales notent les pillages effectués sur les Cruithne et les Ulaid par les hommes du Dál Riata. Fergus lui-même est tué par ses propres sujets en 692, selon les Annales des quatre maîtres , alors que les Annales d'Ulster relèvent simplement sa mort.

## Postérité
Fergus épouse Máel Teglaig, fille de  Máel Odar (mort en 639), roi des Ind Airthir, une des neuf tribus constitutives du royaume d'Airgíalla dans le comté d'Armagh :
- Leur fille, Ériu, épouse Ailill mac Cennfáelad (mort en 702), roi des Cianachta Glenn Geimin, dans ce qui est devenu le comté de Londonderry. La fille d'Ériu et d'Ailill, nommée Ailbine, épouse Domnall Midi du Clan Cholmáin[3].
- Son fils précité, Bressal (mort en 685), laisse un fils nommé Conchobar. Son descendant à la 4e génération, Aitith mac Laigni, sera également roi d'Ulaid.
- Il laisse également un autre fils, Máel Cothaig, arrière-grand-père de Máel Bressail mac Ailello, 26e roi d'Ulaid.

## Sources
- Annales d'Ulster sur  sur University College Cork
- (en) Francis John Byrne, (2001), Irish Kings and High-Kings, Dublin: Four Courts Press,  (ISBN 978-1-85182-196-9)
- (en) Charles-Edwards, T. M. (2000), Early Christian Ireland, Cambridge: Cambridge University Press,  (ISBN 0-521-36395-0)
- (en) Gearoid  Mac Niocaill, (1972), Ireland before the Vikings, Dublin: Gill and Macmillan
- (en) Dáibhí Ó Cróinín (2005), A New History of Ireland, Volume One, Oxford: Oxford University Press
- (en) T.W Moody, F.X. Martin et F.J. Byrne, A New History of Ireland IX Maps, Genealogies, Lists. A companion to Irish History part II, Oxford, Oxford University Press, 2011, 690 p. (ISBN 978-0-19-959306-4).